# Lynda Topp
Dame Lynda Bethridge Topp (Huntly, 14 de mayo de 1958) es una cantante y cómica neozelandesa. Es la mitad de Topp Twins, un dúo de comedia musical, el otro miembro es su hermana gemela Jools Topp. Lynda lleva décadas cantando y actuando con su hermana, en giras de música en directo y actuaciones cómicas, así como en la televisión y el cine. Ambas fueron nombradas Dames Companion de la Orden del Mérito de Nueva Zelanda en el Queen's Birthday Honours 2018.

## Trayectoria
El 14 de mayo de 1958, Jean Topp dio a luz a las hermanas gemelas Lynda y Jools en Huntly. Tienen un hermano mayor, Bruce, y su padre es Peter. Topp creció con su familia en una granja lechera en Waikato. Asistió a la Escuela Combinada Ruawaro durante la década de 1960 y principios de la de 1970. Lynda y Jools comenzaron a cantar juntas para otras personas cuando tenían cinco años. Cuando tenían nueve, su hermano les compró una guitarra con el dinero que había ahorrado.
Después de dejar la escuela en 1976, Jools y Lynda Topp se unieron al Ejército de Nueva Zelanda y estuvieron destinadas en el Campamento Militar Burnham cerca de Christchurch. Cuando tenían 17 años, actuaron en el Victorian Coffee Lounge (Christchurch Central City). Esto las puso en contacto con feministas lesbianas radicales. Ambas comenzaron a identificarse como lesbianas a fines de la década de 1970. Gran parte de su vida ha estado en el ojo público y Radio New Zealand entrevistó a su madre sobre el cierre de la revista Women's Weekly en 2020 y habló sobre cuánto habían aparecido sus hijas en estas revistas.
Topp le gusta la caza y la pesca con mosca, razón por la cual eligió vivir en la Isla Sur de Nueva Zelanda. Además de ser animadora, ha trabajado en la gestión de un café con su pareja Donna en Methven, Canterbury. En marzo de 2013, se casó con su pareja de toda la vida, Donna Luxton, una maestra de preescolar. En el momento de su enlace, el matrimonio entre personas del mismo sexo no era legal en Nueva Zelanda, por lo que la pareja celebró una unión civil como sustituto del matrimonio.
Sobre el nacimiento de una nueva generación, con Lynda como abuela y Jools como tía abuela, admitieron que no se lo esperaban cuando eran más jóvenes porque, como dijeron: "Todos somos gays", refiriéndose también a su hermano. Tanto Lynda como Jools Topp utilizan su estatus de celebridad con humor para informar a la gente sobre temas como el feminismo, los derechos territoriales de los maoríes, la reforma de la ley homosexual y la liberación nuclear, y han sido reconocidos por la comunidad LGBT como fuente de inspiración.

### Proyecto de Ley de Enmienda al Matrimonio (Definición de Matrimonio)
Antes de la tercera lectura del Proyecto de Ley de Enmienda del Matrimonio (Definición de Matrimonio), que finalmente aprobó y legalizó el matrimonio entre personas del mismo sexo en Nueva Zelanda, las Topp Twins respaldaron públicamente el proyecto de ley en su sitio web. En un comunicado, Lynda dijo:
Todo el mundo debería poder ponerse de pie y decir "Me voy a casar". Una unión civil es degradante, esta idea de que nunca serás lo suficientemente bueno, que tu amor es de alguna manera menos o menos digno. No hay romance en ello. Y hoy me siento más romántica y más enamorada que nunca en mi vida.

### Cáncer de mama
En marzo de 2022, Lynda y Jools revelaron que a ambas les habían diagnosticado cáncer de mama en 2021.

## Carrera

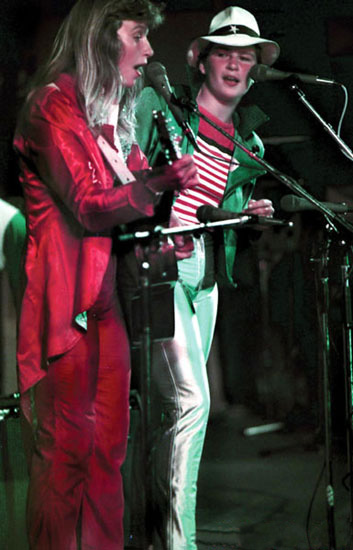
Topp Twins en 1981

Topp junto con su hermana Jools han tenido una larga carrera en Nueva Zelanda. Cantan música country y folclórica enfocadas a aumentar la conciencia social de las personas.Como animadoras, Topp dirige la comedia y "trabaja a la audiencia", y sobre todo Jools toca la guitarra y dirige la creación de canciones. Se especializó en canto a la tirolesa. La popularidad de las Topp Twins surgió tocando en la calle en Auckland cuando tenían poco más de 20 años. Fueron llevadas a los tribunales por obstrucción de la vía en Queen Street, la multitud que las escuchaba era demasiado grande. Ganaron el caso y se beneficiaron de la publicidad. Poco después viajaron y actuaron ante multitudes universitarias de Nueva Zelanda. Son bien conocidas por sus personajes cómicos disfrazados como Ken & Ken, Camp Leader y Camp Mother. Han aparecido en muchas ocasiones en la televisión presentando un programa de preguntas llamado Mr and Mrs y un programa de cocina de 2014 a 2016 llamado Topp Country.

## Premios
- 1987 Listener Film and Television Awards. Best Entertainer: Topp Twins
- 1987 Listener Film and Television Awards. Best Entertainment Programme: Topp Twins Special
- 1987 Listener Film and Television Awards. Best Original Music: Topp Twins Special
- 1997 TV Guide Television Awards. Best Performance in an Entertainment Programme (shared with Lynda Topp): for Topp Twins, Do Not Adjust Your Twinset, episode 2
- 2004 New Zealand Order of Merit. (Shared with Lynda Topp) For Services to Entertainment
- 2009 Melbourne Film Festival. Audience Award for Documentary: The Topp Twins: Untouchable Girls
- 2009 Qantas Film and Television Awards. Best Feature Film – Under $1 Million: The Topp Twins: Untouchable Girls
- 2009 Qantas Film and Television Awards. Original Music (shared with Lynda Topp): for The Topp Twins: Untouchable Girls
- 2009 Toronto International Film Festival. Audience Award for Documentary: The Topp Twins: Untouchable Girls
- 2010 Brattleboro Film Festival (United States). Best of Festival Award: The Topp Twins: Untouchable Girls
- 2010 FIFO Oceanian International Documentary Film Festival (Tahiti). Special Jury Award: The Topp Twins: Untouchable Girls
- 2010 Gothenburg International Film Festival (Sweden). Audience Dragon Award for Best Feature Film: The Topp Twins: Untouchable Girls
- 2010 Portland International Film Festival. Best Feature Documentary: The Topp Twins: Untouchable Girls[21]
- 2010 Qantas Film and Television Awards. Best Entertainment Programme: The Topp Twins and The APO
- 2017 New Zealand Television Awards. Best Presenter – Entertainment (shared with Lynda Topp): for Topp Country, season two[21]
- 2018 Dame Companion of the New Zealand Order of Merit for services to entertainment
- 2019 Lifetime Achievement Award at the NEXT Woman of the Year Awards

### Premios de Música Aotearoa
Los Aotearoa Music Awards (anteriormente conocidos como New Zealand Music Awards (NZMA)) son una noche de premios anual que celebra la excelencia en la música de Nueva Zelanda y se han presentado anualmente desde 1965.

## Espectáculos TV
- Danos una pista. 2021, Como: Ken - Televisión
- Paranormal de Wellington – Covid-19. 2020, Como: Sra. O'Leary – Web
- Funny As: La historia de la comedia de Nueva Zelanda. 2019, Tema – Televisión
- Funny As: The Story of New Zealand Comedy (promoción de la serie). 2019, Tema – Televisión
- Wellington Paranormal. 2019, como: Mamá del oficial O'Leary - Televisión
- Poi E: La historia de nuestra canción . 2016, Tema – Cine
- Top País. 2014 – 2016, Presentadora – Televisión
- Topp Twins y el APO. 2010, Presentador, Presentador – Televisión
- Topp Twins: – Chicas intocables. 2009, Asunto – Cine
- Espectáculo de caza y pesca de Ken. 2007, Director, Como: Ken Moller – Televisión
- Espectáculo de caza y pesca de Ken - Tongariro. 2007, As: Ken Moller, Director – Televisión
- Las aventuras del peregrino romano. 2005, As: One of the Fates - Cortometraje
- Sr. y Sra. 2000, Presentador - Televisión
- En busca del solitario Yodel. 2000, Presentador – Televisión
- Topp Twins – Juegos de las Tierras Altas. 2000, Intérprete, Escritor, Productor – Televisión
- Topp Twins – Speedway. 1998, Intérprete, Escritor, Productor – Televisión
- 1998 Desfile de Héroes. 1998, Tema – Televisión
- Destino Planeta Tierra. 1997 – 1998, Materia – Televisión
- Agua alta. 1997, como: Marge - Televisión
- Topp Twins. 1996 – 2000, Escritor, Músico, Productor – Televisión
- Topp Twins - La playa. 1996, Intérprete, Escritor, Productor – Televisión
- Topp Twins: No ajuste su Twinset. 1996, Presentador – Televisión
- ¡Más allá de una broma!. 1995, Tema – Televisión
- La gente de al lado. 1994, Tema – Televisión
- Acampando con los Topp Twins. 1993, Músico – Televisión
- Ríos de Nueva Zelanda. 1992, Tema – Televisión
- Grandes viajes fluviales de Nueva Zelanda. 1991, Presentador – Televisión
- Especial de televisión Topp Twins. 1986, Músico
- Eso es País. 1980 – 1984, Intérprete – Televisión

## Libros
2018 Topp Country: un viaje culinario por Nueva Zelanda con Topp Twins de Jools Topp y Linda ToppISBN 9780473442972 Tapa dura (Nueva Zelanda)
También ha lanzado cinco libros de audio para niños.

## Discografía
Las Topp Twins han lanzado varios vinilos, cintas y CD.